# 戈登鎮區 (明尼蘇達州托德縣)
戈登鎮區（英語：Gordon Township）是位於美國明尼蘇達州托德縣的一個行政鎮區，於1869年設立。

## 地方資料
戈登鎮區的面積為90.44平方千米，當中陸地面積為72.21平方千米，而水域面積為18.22平方千米。根據2020年美國人口普查的數據，當地共有人口659人，而人口密度為每平方千米7.29人。